# テレビ三面記事 ウィークエンダー
『テレビ三面記事 ウィークエンダー』（テレビさんめんきじ ウィークエンダー）は、日本テレビ系列局ほかで放送された日本テレビ製作のワイドショーである。全465回。
製作局の日本テレビでは1975年4月5日から1984年5月26日まで、毎週土曜22:00 - 22:55 （1975年9月まで）→土曜22:00 - 22:54 （同年10月以降）に生放送されていた。遅れネット局では録画放送。1978年からは、『24時間テレビ 「愛は地球を救う」』の放送日と重なっていた場合には放送を休止していた。

## 概要
全国ニュースで伝えられることがないB級事件について、リポーターがフリップボードや再現フィルムを使って解説していた番組である。生放送で放送されていた（司会の加藤芳郎がプロ野球の結果を伝えていたことがあった）。常に30%以上の視聴率を獲得し、日本テレビの看板番組の一つになっていた。当時日本テレビでは朝のワイドショー『あなたのワイドショー』の金曜日枠内で類似コーナーとも言える「テレビ三面記事」が放送されており、本番組はそれを週末のプライムタイム枠に持ってきて、夜の放送に向いた（かつ男性向き）事件内容にスライドさせたスピンオフ番組と言える。
下世話な事件を泉ピン子・大山のぶ代・桂朝丸（後の桂ざこば）・高見恭子・青空はるおらが面白おかしく伝え、特に泉はこの番組で飛躍的に知名度を得た。スタジオでリポーターが喋るという極めて低予算の作りで高視聴率を挙げており、プロデューサーの細野邦彦は「最も低予算でヒットをつくる名人」と言われた。
ウィークエンダーというタイトルはいわゆる和製英語で、かつて同じ日本テレビで『ウィーク・エンド・イン』というタイトルのバラエティ番組が放送されていたことから、スタッフがこれを基にした話題で親友の外国人と話し合っているうちに、比較的楽に『ウィークエンダー』というタイトルに決まっていったという。
番組の流れは、番組タイトル→提供クレジット→コマーシャル→ふたたび番組タイトル→出演者・スタッフ紹介→オープニング→最初の記事の順だった。そして番組のラストでは「来週こそいい週でありますように… おやすみください」というメッセージボードが出された。なお、毎年の最終放送では「来週こそいい週」は「来年こそいい年で」と代えられ、さらに毎年一発目の放送では「今年もいい年でありますように…」となっていた。
1984年の時点でも視聴率は約20%を確保しており好調だったが、スポンサーが30分番組を2本提供したいという営業上の理由により終了した。

## 取り上げた話題
性犯罪や情欲絡みの殺人事件、少女買春などを扱うことが多かったが、当時の番組表によると震災など通常の事件や殺人などの凶悪事件も多少放送しており、番組終了の1984年にはグリコ森永事件やロス疑惑、当時は原因不明の奇病として世界中で恐れられていたエイズなども報じていた。また当時、その存在が世間に知られるようになり、日本医師会と確執状態にあった医療法人「徳洲会」を「24時間いつでも診てくれる」、「患者は廊下の真ん中を歩き医師やスタッフは端を歩く」など好意的に紹介するなどもした。

## 番組に対する批判
人気番組だったその一方で「表現が過激」「興味本位すぎる」との批判が常にも寄せられた。1978年には日本PTA全国協議会が選んだ子供に見せたくない番組「ワースト7」の中にランキングされている。
放送当時、『テレビ腐蝕検証』（1977年刊、汐文社）や『テレビよ、驕ることなかれ』（1983年刊、麦秋社）などの書籍で、青少年への悪影響（性描写に関して）や、事件当事者への配慮の欠如、信憑性などが非難された。
1975年10月18日放送の回で同年9月のストリップ小屋への警察による一斉摘発・抜き打ち捜査の事件を採り上げた際に泉ピン子が「スパっと脱いで一日8万円なら、私もやりたいわ」と発言したことに、ストリッパーで構成する組織「日本成人実演舞踊協団」が抗議。この発言だけでなく「罰金も払って決着は付いていたのに、また蒸し返された」と憤慨した上で「興味本位で事件を採り上げるテレビ局の姿勢が許せない。今後は日本テレビの番組への出演は一切辞退させていただく」と、この番組がこの事件そのものを採り上げたことについても抗議し、同年12月29日に放送を控えていた同じ日本テレビの『11PM』の「恒例!年忘れ大狂乱 紅白ストリップ合戦」についても同協団に所属する30人のストリッパーの出演の拒否を表明し、更に日劇ミュージックホール、ロック座など他団体にも働きかけて、他の局への出演も拒否する方向に持って行くという方針を明らかにし、当時茶の間でストリップが見られなくなるかも知れないという騒ぎになった。その後和解は成立し、12月29日の11PMの紅白ストリップ合戦は予定通り放送された。
初期の「再現フィルム」は殺人事件ばかりをリアルに扱っていたために放送開始後間もなくして抗議を受け、それは局のPR室だけでなくインフォメーションセンターや報道部にまで回り、当時の朝日新聞の電話で受け付けた意見を掲載していたコーナー『0023コーナー』ではこの番組のことで意見が殺到したことで急遽この番組に関する特集を組んだほどであった。果ては司会の加藤芳郎宅にも「イメージダウンになるから変な番組に出るな」「あまりふざけるな」など抗議の電話が行ったほどであった。そのようなこともあって、いったんコーナーが中止になる。復活に際しては犯人の名前など人名を仮名にし、顔写真フリップは目隠し入りで対応した。同時に殺人事件以外に覗き・恐喝・トルコ風呂など、殺人以外の「再現フィルム」も放送されるようになった。

## 出演者
司会は加藤芳郎（加藤が入院した期間は青空はるおが代理）。1975年4月5日に開始直後は、青空はるお、天地総子、石原裕子、うつみ宮土理、大沢嘉子、大野しげひさ、大山のぶ代、西川きよし、野沢那智、水の江瀧子がリポーター役でレギュラー出演した。その後は、桂朝丸、泉ピン子、横山やすし、青空うれし、すどうかずみ、高見恭子、エド山口、加原夏美（有田美春から改名）、芸能リポーターの井口成人、スイッチョンなどに交代する。桂朝丸が降板後は、桂べかこ→春やすこ→桂雀々（最後の1年だけ）と引き継がれた。のちに政治家に転身した山谷えり子や、『Gメン'75』の主題歌を歌ったしまざき由理もリポーターを務めた時期がある。
クインシー・ジョーンズによる『鬼警部アイアンサイド』のテーマとともに、ナレーターの小早川正昭（元日本テレビアナウンサー）の「新聞によりますと…」で始まる事件解説のイントロダクションが特徴であった。
「再現フィルム」には、柳沢慎吾、山口良一、大地康雄、清水大敬(清水のぼる)らが出演した。なかでも笑福亭鶴光のそっくりさんの役者・高嶋洋は常連で、コメディタッチの役柄や変態役でよく出演していた。

## 特別番組

### イヤーエンダー
開始直後の1975年と翌1976年12月31日（大晦日）には各月のニュースのなかから1つをピックアップしたものが19:00 - 20:54に総集編『大晦日スペシャル イヤーエンダー'XX』（『XX』には「75」か「76」が入る）として放送されていた。本放送の終了後となる1984年の大晦日にも『第35回NHK紅白歌合戦』の裏番組として『イヤーエンダー'84お騒がせ事件総集編』として、21:00 - 23:19枠で放送された。

### ピン子のウィークエンダーリターンズ
2005年の大晦日には、メイン司会に泉ピン子司会、サブ司会に羽鳥慎一（当時日本テレビアナウンサー）で『ピン子のウィークエンダーリターンズ2005』として21年ぶりに復活。18:00からの2時間番組であった。奈良騒音傷害事件など2005年に世間を騒がせた事件について取り上げている。番組内容はスタジオ出演者によるリポートはあるもののほとんどピン子のトークバラエティで、当時の画像は辛うじてオープニングに20秒ほど出ただけである。視聴率は裏番組『第47回日本レコード大賞』（TBSテレビ）を0.4ポイント上回る10.4%を記録した。
2006年の大晦日にも『大晦日限定!泉ピン子ウィークエンダー2006』というタイトルで復活特番を放送、放送時間も1時間拡大して、シリーズ最長の3時間番組として放送したが、視聴率は7.1%と低迷した。この年は番組後半がいじめをテーマとした討論会となっていた。諏訪地方連続放火事件（くまぇり）を紹介する時にほしのあきがグラビアアイドルの現実を取り上げていた。

## 評価
裏番組の『ウィークエンダー』に低視聴率を強いられた頃のTBSテレビでは、当時の役員が「ウチにこれだけの番組を作るサムライがいたら…」と評価。NHKで『NHKスペシャル』などを手掛けてドキュメンタリー番組で数々の賞を受賞したディレクターの相田洋も、『ウィークエンダー』の登場をテレビ番組史上の重要な出来事と評価した。『ウィークエンダー』の素材はともかく、方法論については学ぶことが多いとし、たとえ動く映像が撮影できなくとも、キャスターは現場に立って一次情報に接し、自分の言葉で視聴者に語ることが大事だと訴える。1998年にNHKスペシャル『マネー革命』を制作したときは「私たちは首から上の『ウィークエンダー』を目指そう」と檄文に書いた。『BS自動車』から相田がテレビに出演して視聴者に解説するというスタイルを用いて、この方法論を実践している。
岡嶋二人の長編『とってもカルディア』と連作短編『三度目ならABC』は、この番組を連想させる事件再現フィルムを専門に請け負う制作会社スタッフを主人公にしている。作者（岡嶋は合作ペンネーム）の一人井上夢人は映像制作会社出身とされているが、この番組に関わっていたかどうかははっきりしない。

## 映像の保存状況
当番組が放送された時期は、上記の通りPTAのワースト番組に常連で挙げられていたうえ、1970年代まで放送用VTRの規格が2インチで高価・操作頻雑だったことなども重なり、横浜市にある放送ライブラリーへの映像の保存は一切行われていない。
2003年『ダウンタウンのバラエティ50年史』において当番組の一部がダイジェストで1分ほど放送され、朝丸、うれし、すどう、はるお、加藤の映像が流された。2008年3月2日『THE・サンデー』でロス疑惑を伝えた際には「イヤーエンダー」の模様（おもにインタビュー）が放送された。

## 使用楽曲
- タイトルバック
チェイス - Bochawa（英語版）（後半の一部）
- オープニングテーマ
バリー・ホワイト（ラブ・アンリミッテド・オーケストラ） - ラプソディ・イン・ホワイト（英語版）
- 「新聞によりますと…」の部分のナレーションで流れるアタック、アイキャッチ
クインシー・ジョーンズ - アイアンサイド（アルバムスマックウォーター・ジャック（英語版）に収録。米NBC-TVドラマ『鬼警部アイアンサイド』のテーマ曲）
- エンディングテーマ
GQ（英語版） - I do love you（英語版）（ラスト部分）

## ネット局
当時は日本テレビ系フルネットの地方局も現在と比べてかなり少なかったためネット局は少なかった。この当時の日本テレビ系土曜22時台がローカルセールスだったためである。2024年現在もこの名残があり福井放送ではテレビ朝日制作水曜21時台ドラマ（『相棒』など）を放送している。
一部の系列局と系列局外で放送された事例もあるが、午前0時台などの深夜帯（当時としては相当遅い）が多かった。大晦日の特別番組のみネットしていた局も多かった。特に、既存のNNS系かありながら、ネット拒否や編成の都合で他系列で放送された県もあった。
- 日本テレビ（製作局）
- 札幌テレビ
- 青森テレビ（TBS系）：月曜 23:30 - 0:25（「テレビ三面記事」と改題の上で1977年10月17日から[18]、本来の系列局である青森放送[注 2]がネット拒否したため[注 3]）。
- テレビ岩手：金曜 15:00 - 15:55（1977年9月時点）[19]
- ミヤギテレビ：同時ネット[20]（1975年10月のフルネット化から）
- 福島中央テレビ：土曜 23:45 - 0:40（1975年10月～1976年9月）、同時ネット（1981年10月から再開）[21]
- 新潟放送（TBS系）：土曜 23:35 - 0:30（1978年時点、時差ネット）[22]→テレビ新潟（サービス放送開始後（開局前）の1981年3月28日から）
- 長野放送（フジテレビ系、1975年4月12日～1979年9月30日[23] 時差ネット） → テレビ信州[注 2]：土曜 23:55 - 0:50（1980年10月4日から時差ネット）→ 同時ネット（1983年10月8日から、1984年3月31日打ち切り）[24]
- 山梨放送：土曜 23:45 - 0:40（1977年時点）[25]
- テレビ静岡（フジテレビ系、時差ネット）→静岡第一テレビ（1979年7月、新規開局時から）
- 北日本放送
- 石川テレビ（フジテレビ系、時差ネット）：水曜 22:00 - 22:54（1975年10月時点）、日曜（土曜深夜）0:10 - 1:04（1977年2月の時点）、日曜（土曜深夜）0:50 - 1:44（1983年9月の時点）[26]
- 中京テレビ[注 4]
- 読売テレビ
- 日本海テレビ：土曜 23:55 - 0:50（時差ネット）[27]
- 広島テレビ：同時ネット[28]（1975年10月のフルネット化から[注 5]）
- テレビ愛媛（フジテレビ系）：金曜24:20 - 25:15[29]→金曜14:00 - 14:55[30]（本来の系列局である南海放送[注 6]がネット拒否したため。)
- 山口放送[注 2][注 7]
- 西日本放送：同時ネット[28][注 8]
- 高知放送：土曜 23:45 - 0:40（1977年時点）[31]
- 福岡放送
- テレビ長崎：土曜 23:45 - 0:40（1977年時点）[32]
- 熊本放送（TBS系）：木曜 23:20 - 24:15[32]（遅れネット）→熊本県民テレビ（1982年4月から）
- 大分放送（TBS系）
- テレビ宮崎（土曜深夜に時差ネット）
- 鹿児島テレビ放送（土曜深夜に時差ネット）
- 琉球放送（TBS系）：金曜 23:40 - 0:35[33]（1983年4月から時差ネット）

## 主なスタッフ
- 監修：円山法律事務所
- ナレーター：小早川正昭
- 構成：池田淳、山崎忠昭
- 取材：吉田清、林田慎也、渡辺正人、山田哲也、荒井裕晶
- 演出：萩原雪彦、森岡正彦、油井禧成、小川通仁
- プロデューサー：細野邦彦
- 製作：日本テレビ

## スタッフ（復活版）
ピン子のウィークエンダーリターンズ
| 部門                 | 担当者 |
| -------------------- | --- |
| 構成                 | 内田裕士、橋本敦司、会沢展年、大久保政男ほか                                                                           |
| TM                   | 古井戸博 |
| TD                   | 土屋隆 |
| SW                   | 村上新郷 |
| CAM                  | 遠藤文章 |
| MIX                  | 中村一男 |
| VE                   | 佐藤満 |
| LD                   | 高星武志 |
| 美術                 | 高津光一郎 |
| デザイン             | 道勧英樹 |
| EED                  | 稲垣浩二 |
| MA                   | 竹岡良樹 |
| TK                   | 塚越倫子 |
| 音効                 | 相田恵美子、村尾有紀子                                                                                                 |
| CG                   | アイヴリックスタジオ                                                                                                   |
| ロゴ協力             | アイドマ |
| 編成                 | 中村博行 |
| 広報                 | 高松美緒 |
| デスク               | 赤津郷子 |
| 海外コーディネート   | サイモン・プレンティス、南米通信社                                                                                     |
| 参考文献             | 「チャールズとカミラ」（イーストプレス刊）                                                                             |
| AD                   | 野地努、廣瀬由紀子、白川大介、杖谷友香、生出恵美子、石内史帆                                                           |
| AP                   | 横山裕康、城戸可路、鈴木香代                                                                                           |
| ディレクター         | 山見穣太郎、陸口考史、三井利行、田中真二、岩井俊幸、内田功、小澤俊一、三嶋敏裕、青柳剛、中野テツジロ、山井貴超、清水晃 |
| 演出                 | 佐藤健二郎、吉田絵 |
| 総合演出             | 吉原利一 |
| プロデューサー       | 千葉知紀、面髙昌義、佐藤俊一、山田哲也、松橋裕                                                                         |
| チーフプロデューサー | 後藤東 |
| 制作協力             | アンメック、mondo、日本テレビエンタープライズ                                                                          |
| 製作著作             | 日本テレビ |